# Remire-Montjoly
Remire-Montjoly (inofficiell stavning: Rémire-Montjoly) är en kommun i det franska utomeuropeiska departementet Franska Guyana i Sydamerika. År 2022 hade Remire-Montjoly 27 037 invånare.

## Befolkningsutveckling
| Befolkningsutvecklingen i Remire-Montjoly 1990–2021 | Befolkningsutvecklingen i Remire-Montjoly 1990–2021 | Befolkningsutvecklingen i Remire-Montjoly 1990–2021 | Befolkningsutvecklingen i Remire-Montjoly 1990–2021 | Befolkningsutvecklingen i Remire-Montjoly 1990–2021 |
| --------------------------------------------------- | --------------------------------------------------- | --------------------------------------------------- | --------------------------------------------------- | --------------------------------------------------- |
|                                                     |                                                     |                                                     |                                                     |                                                     |
| År                                                  |                                                     |                                                     | Folkmängd                                           |                                                     |
| 1990                                                | 1990                                                |                                                     | 11 701                                              |                                                     |
| 1999                                                | 1999                                                |                                                     | 15 555                                              |                                                     |
| 2007                                                | 2007                                                |                                                     | 18 511                                              |                                                     |
| 2015                                                | 2015                                                |                                                     | 23 976                                              |                                                     |
| 2021                                                | 2021                                                |                                                     | 27 274                                              |                                                     |